# 班克羅夫特 (愛荷華州)
班克羅夫特（英語：Bancroft）是美国艾奥瓦州科蘇特縣下轄的一个城市。2010年人口统计为732人。